# Encentrum carlini
Encentrum carlini är en hjuldjursart som beskrevs av Myers 1940. Encentrum carlini ingår i släktet Encentrum och familjen Dicranophoridae. Inga underarter finns listade i Catalogue of Life.